# WWE Vengeance
WWE Vengeance (Venganza en español)  fue un evento anual de pago por visión producido por la empresa de lucha libre profesional WWE. El evento fue exclusivo de la marca SmackDown en 2003 y exclusivo de la marca RAW entre 2004 y 2006.
Vengeance fue incorporado a la programación de PPVs de la WWE en 2001, como el evento del mes de diciembre. Sin embargo, en ediciones posteriores, el evento fue realizado en los meses de junio y julio. En 2007, el evento fue reemplazado por Vengeance: Night of Champions, regresando en octubre de 2011 reemplazando a Bragging Rights.
Es necesario señalar también que Vengeance es considerado oficialmente como el mismo evento que Vengeance: Night of Champions, Night of Champions y Clash of Champions, y no uno completamente distinto. Sin embargo, cabe destacar que en el 2011, tanto Night of Champions como Vengeance tuvieron su propio evento PPV exclusivo, marcando la separación de ambos eventos.

## Ediciones

### 2001
Vengeance 2001 fue realizado el 9 de diciembre del 2001 en el San Diego Sports Arena en San Diego, California. El tema oficial del evento fue "Sinner" de Drowning Pool.

#### Resultados
- Sunday Night HEAT match: The APA (Bradshaw y Faarooq) derrotaron a Billy & Chuck (6:20)
  - Bradshaw cubrió a Chuck.
- Scotty 2 Hotty y Albert derrotaron a Christian y Test (6:20)
  - Albert cubrió a Christian después de un "Baldo Bomb".
- Edge derrotó a William Regal reteniendo el Campeonato Intercontinental de la WWF (9:06)
  - Edge cubrió a Regal después de un "Spear".
- Jeff Hardy derrotó a Matt Hardy (con Lita como árbitro especial) (12:32)
  - Jeff cubrió a Matt después de un "Swanton Bomb".
  - El pie de Matt estaba en la cuerda durante el conteo de 3, pero Lita no lo vio.
- The Dudley Boyz (Bubba Ray & D-Von) (con Stacy Keibler) derrotaron a The Big Show & Kane reteniendo el Campeonato Mundial en Parejas de la WWF (6:49)
  - Bubba Ray cubrió a Big Show después de un "Double Flapjack" contra el esquinero sin protección.
- The Undertaker derrotó a Rob Van Dam ganando el Campeonato Hardcore de la WWF en un Hardcore match (11:04)
  - Undertaker cubrió a RVD después de una "chokeslam" sobre dos mesas fuera del ring.
- Trish Stratus derrotó a Jacqueline reteniendo el Campeonato Femenino de la WWF (3:26)
  - Trish cubrió a Jacqueline con un "Backslide Pin".
  - Después de la lucha, Trish y Jacqueline se dieron la mano en señal de respeto.
- Steve Austin derrotó a Kurt Angle reteniendo el Campeonato de la WWF (15:01)
  - Austin cubrió a Angle después de un "Stone Cold Stunner".
- Chris Jericho derrotó a The Rock ganando el Campeonato Mundial (19:05)
  - Jericho cubrió a Rock después de un "Low Blow" y un "Rock Bottom".
  - Durante la lucha Mr. McMahon interfirió a favor de Jericho.
- El Campeón Mundial Chris Jericho derrotó al Campeón de la WWF Steve Austin ganando el Campeonato Indiscutible de la WWF (12:31)
  - Jericho cubrió a Austin después de que Booker T, golpeara a Austin con el Campeonato de la Federación.
  - Antes de que el árbitro sonará la campana Kurt Angle le aplicó un "Chair Shot" a Stone Cold y The Rock le aplicó un Rock Botton a Jericho
  - Durante la lucha, Mr. McMahon interfirió a favor de Jericho y Ric Flair acudió en ayuda de Austin.
  - Debido a su victoria en los dos combates anteriores, Chris Jericho se convirtió en el primer Campeón Indiscutido de la WWF.

### 2002
Vengeance 2002 fue realizado el 21 de julio del 2002 en el Joe Louis Arena en Detroit, Míchigan. Este fue el primer evento de la Ruthless Aggression Era en WWE. El tema oficial del evento fue "Downfall" por la banda Trust Company.

#### Resultados
- Sunday Night HEAT match: Goldust derrotó a Steven Richards (3:49)
  - Goldust cubrió a Richards.
- Bubba Ray Dudley & Spike Dudley derrotaron a Eddie Guerrero & Chris Benoit en un Table Match (14:59)
  - Spike eliminó a Guerrero después de un "Dudley Dog" contra una mesa (13:15)
  - Benoit eliminó a Spike después de tirarle contra una mesa (14:30)
  - Bubba Ray eliminó a Benoit después de un "Bubba Bomb" contra una mesa (14:59)
  - Esta fue la primera lucha de Benoit en un PPV luego de una lesión en el cuello que lo mantuvo 1 año entero fuera del ring.
- Jamie Noble (con Nidia) derrotó a Billy Kidman reteniendo el Campeonato Peso Crucero de la WWE (7:34)
  - Noble cubrió a Kidman después de un "Tiger Driver".
- Jeff Hardy derrotó a William Regal reteniendo el Campeonato Europeo de la WWE (4:16)
  - Hardy cubrió a Regal con un "Roll-Up".
  - Este fue el último PPV en el que se defendió el WWE European Championship debido a su retiro.
- John Cena derrotó a Chris Jericho (6:21)
  - Cena cubrió a Jericho después de revertir un "Walls of Jericho" en un "Roll-Up".
- El Campeón Intercontinental Rob Van Dam derrotó a Brock Lesnar (con Paul Heyman) por descalificación (9:38)
  - Lesnar fue descalificado después de que Heyman lanzará al árbitro hacia el ring.
  - Como resultado RVD retuvo el título.
  - Tras el combate Lesnar atacó a RVD y al árbitro luego de que estos atacarán a Heyman.
  - Tras el combate Lesnar le aplicó un "F-5" en una silla a RVD.
- Booker T derrotó a The Big Show en un No Disqualification match (6:12)
  - Booker cubrió a Show después de un "Harlem Hangover".
- The Un-Americans (Lance Storm & Christian) derrotaron a Hollywood Hulk Hogan & Edge ganando el Campeonato por Parejas de la WWE (10:00)
  - Storm cubrió a Edge después de que Chris Jericho golpeara a Edge con el Cinturón.
  - Durante la lucha, Test intervino a favor de Storm y Christian, mientras que Rikishi intervino a favor de Edge y Hogan.
- The Rock derrotó a Kurt Angle y The Undertaker (c) ganando el Campeonato Indiscutido de la WWE. (19:35)
  - Rock cubrió a Angle después de un "Rock Bottom".

### 2003
Vengeance 2003 fue realizado el 27 de julio de 2003 en el Pepsi Center en Denver, Colorado. El tema oficial del evento fue "Price To Play" de Staind.

#### Resultados
- Sunday Night HEAT match: Último Dragon derrotó a Chris Kanyon (4:04)
  - Dragon cubrió a Kanyon luego de un Asai DDT.
- Eddie Guerrero derrotó a Chris Benoit ganando el Campeonato de los Estados Unidos (22:14)
  - Guerrero cubrió a Benoit con un Frog Splash
  - Durante la lucha, Rhyno intervino atacando a Benoit con un "Gore".
  - Este combate fue la final de un torneo por el inaugural título de los Estados Unidos.
- Jamie Noble (con Nidia) derrotó a Billy Gunn (con Torrie Wilson) (5:00)
  - Noble cubrió a Gunn con un Roll-up.
  - Como resultado, Noble ganó la oportunidad de pasar una noche con Torrie Wilson.
- Bradshaw derrotó a Shannon Moore, Doink The Clown, Faarooq, Brother Love, Nunzio, Matt Hardy, A-Train, Danny Basham, Doug Basham, The Easter Bunny, Sean O'Haire, John Hennigan, Orlando Jordan, Funaki, Los Conquistadores (Rob Conway and Johnny Jeter), The Brooklyn Brawler, Johnny Stamboli, Chuck Palumbo, Chris Kanyon, Matt Cappotelli y Spanky en un APA Bar Room Brawl (4:29)
  - Bradshaw ganó la lucha cuando él niveló a Brother Love con una botella de cerveza.
- The World's Greatest Tag Team (Shelton Benjamin y Charlie Haas) derrotó a Rey Mysterio y Billy Kidman reteniendo el Campeonato por Parejas de la WWE (14:53)
  - Benjamin cubrió a Mysterio luego de un "World Greatest Combination".
- Sable derrotó a Stephanie McMahon en un No Count-Out match (6:29)
  - Sable cubrió a Stephanie luego de que A-Train le aplicará un clothesline a Stephanie.
- The Undertaker derrotó a John Cena (16:02)
  - Undertaker cubrió a Cena luego de un Last Ride.
- Vince McMahon derrotó a Zach Gowen (14:22)
  - McMahon cubrió a Gowen cuando Zach falló un "Unisault".
- Kurt Angle derrotó a Brock Lesnar (c) y a The Big Show en un No Disqualification Triple Threat match ganando el Campeonato de la WWE (17:38)
  - Angle cubrió a Lesnar luego de un "Angle Slam".

### 2004
Vengeance 2004 fue realizado el 11 de julio del 2004 en el Hartford Civic Center en Hartford, Connecticut el tema Oficial del evento fue "Vengeance" del compositor Jim Johnston.

#### Resultados
- Sunday Night HEAT match: Tyson Tomko (con Trish Stratus) derrotó a Val Venis (con Nidia) (2:52)
  - Tomko cubrió a Venis después de un "Kick of Death".
  - Tras la lucha Maven acudió a salvar a Nidia de Tomko.
- Tajiri & Rhyno derrotaron a Garrison Cade & Jonathan Coachman (7:30)
  - Tajiri cubrió a Coachman después de una "Buzzsaw kick".
- Batista derrotó a Chris Jericho (12:19)
  - Batista cubrió a Jericho después de un "Batista Bomb".
  - El árbitro hizo la cuenta de tres aunque el pie de Jericho estaba en la primera cuerda.
- Los Campeones Mundiales en Parejas de la WWE La Résistance (Róbert Conway & Sylvain Grenier) derrotaron a Ric Flair & Eugene por descalificación (12:30)
  - Eugene fue descalificado, luego de empujar al árbitro.
  - Como consecuencia, los campeones retuvieron los títulos.
- Matt Hardy derrotó a Kane en un No Disqualification match (10:34)
  - Hardy cubrió a Kane después de golpearle con una silla de metal.
- Edge derrotó a Randy Orton ganando el Campeonato Intercontinental de la WWE (26:36)
  - Edge cubrió a Orton después de una "Spear".
- Victoria derrotó a Molly Holly, ganando una oportunidad por el Campeonato Femenino de la WWE (6:20)
  - Victoria cubrió a Molly después de una "Superkick"
- Chris Benoit derrotó a Triple H reteniendo el Campeonato Mundial Peso Pesado de la WWE (29:04)
  - Benoit cubrió a HHH con un "Roll-Up", después de que Eugene lo golpeara con una silla de metal.
  - Precisamente Eugene interfirió en el combate a favor de Benoit.

### 2005
Vengeance 2005 fue realizado el 26 de junio del 2005 en el Thomas & Mack Center en Las Vegas, Nevada. El tema oficial del evento fue "Happy?" de Mudvayne.

#### Resultados
- Sunday Night HEAT match: Rosey & The Hurricane (con Super Stacy) derrotaron a The Heart Throbs (Antonio & Romeo) reteniendo el Campeonato Mundial en Parejas de la WWE (5:06)
  - Hurricane cubrió a Romeo con un "Sunset Flip" después de un "Clothesline" de Rosey.
- Carlito derrotó a Shelton Benjamin reteniendo el Campeonato Intercontinental de la WWE (12:46)
  - Carlito cubrió a Benjamin con un "Roll-Up" después de que Shelton fallará en aplicarle un "Flying Clothesline" a Carlito sobre un esquinero sin protección.
- Victoria derrotó a Christy Hemme (5:05)
  - Victoria cubrió a Christy después de bloquear un "Split-legged Sunset Flip" con un "Roll-Up".
- Kane derrotó a Edge (con Lita) (11:11)
  - Kane cubrió a Edge después de un "Chokeslam".
  - El maletín Money in the Bank de Edge no estuvo en juego.
  - Durante la lucha, Snitsky y Lita interfieron a favor de Edge.
- Shawn Michaels derrotó a Kurt Angle (30:11)
  - Michaels cubrió a Angle después invertir un ataque aéreo en un "Sweet Chin Music".
- John Cena derrotó a Christian (con Tyson Tomko) y Chris Jericho reteniendo el Campeonato de la WWE (15:08)
  - Cena cubrió a Christian después de un "FU".
  - Durante la lucha, Tyson Tomko intervino a favor de Christian.
- Batista derrotó a Triple H en un Hell in a Cell match reteniendo el Campeonato Mundial Peso Pesado de la WWE (26:54)
  - Batista cubrió a Triple H después de una "Batista Bomb".
  - Ésta fue la última lucha de Batista como miembro de RAW hasta 2008.
  - Ésta fue la primera derrota de Triple H en un Hell in a Cell match en combate individual de 1 contra 1.
  - Antes de la lucha, Batista y Triple H se atacaron mutuamente tras bambalinas hasta que fueron separados por varios árbitros.

### 2006
Vengeance 2006 fue realizado el 25 de junio de 2006 desde el Charlotte Bobcats Arena en Charlotte, North Carolina. El tema oficial fue "Victim" de Eighteen Visions.

#### Resultados
- Dark Match: Val Venis derrotó a Rob Conway
  - Venis cubrió a Conway después de un "Money Shot".
- Randy Orton derrotó a Kurt Angle (12:45) 
  - Orton cubrió a Angle después de un "RKO".
- Umaga (con Armando Alejandro Estrada) derrotó a Eugene (con Jim Duggan, Doink the Clown y Kamala) (01:37)
  - Umaga cubrió a Eugene después de un "Samoan Spike".
- Ric Flair derrotó a Mick Foley en un Two out of Three Falls Match (6:57)
  - Flair cubrió a Foley con un "Inside Cradle" (1-0). (4:09)
  - Foley fue descalificado luego de golpear a Flair con un cubo de basura (2-0). (6:57)
- Johnny Nitro (con Melina) derrotó a Shelton Benjamin (c) y Carlito en un  Triple Threat match ganando el Campeonato Intercontinental (12:09)
  - Nitro cubrió a Benjamin luego de una "Backcracker" de Carlito.
- El Campeón de WWE y Campeón Mundial de la ECW Rob Van Dam (c) derrotó a Edge (con Lita) reteniendo el Campeonato de la WWE (17:55)
  - RVD cubrió a Edge después de una "Five-Star Frog Splash".
  - El Campeonato Mundial de la ECW de RVD no estaba en juego.
- Impostor Kane derrotó a Kane (7:07)
  - Impostor Kane cubrió a Kane después de un "Chokeslam".
- John Cena derrotó a Sabu en un Extreme Lumberjack Match (15:39)
  - Cena forzó a Sabu a rendirse con un "STFU".
  - Leñadores de RAW: Viscera, Trevor Murdoch, Lance Cade, Rob Conway, Snitsky, Matt Striker, Charlie Haas y Val Venis.
  - Leñadores de la ECW: Tommy Dreamer, Balls Mahoney, Stevie Richards, Little Guido Maritato, Roadkill, Danny Doring, Justin Credible, Al Snow y The Sandman
- D-Generation X (Triple H y Shawn Michaels) derrotó a The Spirit Squad (Kenny, Johnny, Mitch, Nicky y Mikey) en una Handicap Match (17:48)
  - Triple H cubrió a Kenny, luego de un "Pedigree", mientras Michaels cubrió a Mikey, luego de una "Sweet Chin Music".
  - Luego de la lucha, Mitch besó el trasero de Triple H cuando el integrante de Spirit Squad era sujetado por Michaels.

### 2011
Vengeance (2011) fue un evento de pay-per-view (PPV) de lucha libre profesional producido por la WWE, que tuvo lugar el 23 de octubre de 2011 en el AT&T Center en San Antonio, Texas. El tema oficial del evento fue "Make Some Noise" de The Crystal Method.

#### Resultados
- Dark Match: Wade Barrett derrotó a Daniel Bryan.
  - Barret cubrió a Bryan después de un "Wasteland".
- Air Boom (Kofi Kingston & Evan Bourne) derrotaron a Dolph Ziggler & Jack Swagger (con Vickie Guerrero) reteniendo el Campeonato en Parejas de la WWE. (10:47)
  - Bourne cubrió a Ziggler después de un "Trouble in Paradise" de Kingston y un "Air Bourne".
- Dolph Ziggler (con Jack Swagger & Vickie Guerrero) derrotó a Zack Ryder (con Kofi Kingston & Evan Bourne) reteniendo el Campeonato de los Estados Unidos de la WWE. (06:18)
  - Ziggler cubrió a Ryder después de una "Superkick".
  - Durante la lucha, el árbitro expulsó a Kingston y Bourne.
  - Durante la lucha Swagger interfirió a favor de Ziggler.
- Beth Phoenix derrotó a Eve Torres reteniedo el Campeonato de Divas de la WWE. (07:17)
  - Phoenix cubrió a Eve con un "Glam Slam".
- Sheamus derrotó a Christian. (13:59)
  - Sheamus cubrió a Christian después de revertir un "Spear" en una "Brogue Kick".
- The Awesome Truth (R-Truth & The Miz) derrotaron a CM Punk & Triple H. (17:43)
  - The Miz cubrió a Punk después de una combinación de "Skull Crushing Finale" de The Miz y un "Shut Up!" de Truth.
  - Durante la lucha, Kevin Nash interfirió en contra de Triple H.
  - Después de la lucha, Nash siguió atacando a Triple H y le aplicó un "Jackknife Powerbomb".
- Randy Orton derrotó al Campeón Intercontinental de la WWE Cody Rhodes. (14:45)
  - Orton cubrió a Rhodes después de un "RKO".
  - El Campeonato Intercontinental de Rhodes no estaba en juego.
- El Campeón Mundial Peso Pesado Mark Henry y The Big Show finalizaron sin resultado. (13:02)
  - La lucha fue finalizada después de que Henry le aplicara un "Superplex" a Show, rompiendo el ring.
  - Como consecuencia, Henry retuvo el Campeonato.
  - Después de la lucha, tuvieron que llevarse a Show en camilla y a Henry ayudado por el personal de WWE.
- Alberto Del Rio (con Ricardo Rodríguez) derrotó a John Cena en un Last Man Standing Match reteniendo el Campeonato de la WWE. (25:23)
  - Del Rio ganó después de que Cena no pudiera levantarse antes de la cuenta de 10 del árbitro después que Del Rio golpeara a Cena con el campeonato.
  - Durante la lucha, Rodríguez interfirio a favor de Del Rio y The Awesome Truth lo hicieron en contra de Cena.
  - Este combate se realizó con el ring destruido luego del combate pasado.